# Pinguim-de-olho-amarelo
Pinguim-d'olho-amarelo ou pinguim-de-olho-amarelo (Megadyptes antipodes) é uma espécie de pinguim encontrada no sul da Nova Zelândia.
A espécie está presente na nota de cinco dólares neozelandeses.

## Taxonomia
O pinguim-de-olho-amarelo foi descrito por Jacques Bernard Hombron e Jacquinot Honoré, em 1841. É a única espécie sobrevivente do gênero Megadyptes. Em 2008, foi descoberta uma espécie nova, porém menor, pertencente ao mesmo gênero: o pinguim-waitaha.
Anteriormente, pensava-se que o pinguim-de-olho-amarelo fosse uma espécie próxima do pinguim-azul (Eudyptula menor). Entretanto, uma nova investigação molecular demonstrou que a espécie está mais relacionada a pinguins do gênero Eudyptes. Evidências do DNA mitocondrial e nuclear sugerem ter se separado dos ancestrais do Eudyptes há cerca de 15 milhões de anos.

## Descrição
Esta é uma espécie de pinguim bastante grande, com média de 75 cm de comprimento e pesando cerca de 6,3 kg. O peso varia ao longo do ano, sendo maior (7 a 8 kg) pouco antes de muda e menor (5 a 6 kg) após a muda. Apresenta cabeça amarelo-pálida listrada de negro, com uma faixa amarela em torno da cabeça, partindo dos olhos. A íris é amarelada. A plumagem nos lados do pescoço é castanho-escura. Como a maioria dos pinguins, possuem parte ventral branca e dorso negro. Os pés são rosados. Os juvenis têm uma cabeça mais cinzenta, sem faixas e seus olhos possuem uma íris cinza, levando cerca de quinze meses para exibirem a plumagem.
A expectativa de vida de um pinguim-de-olho-amarelo é de 20 anos. Os machos geralmente sobrevivem por mais tempo do que as fêmeas, levando a uma proporção sexual de 2:1 na faixa etária de 10-12 anos.

## Distribuição e habitat
A espécie normalmente nidifica em florestas e matas, entre o linho-da-nova-zelândia (Phormium tenax) e o tremoceiro-bravo (Lupinus arboreus), em encostas ou barrancos, ou a terra em si, de frente para o mar. Estas áreas são geralmente localizadas em pequenas baías ou em áreas de cabeceiras das bacias maiores.
É endêmica da Nova Zelândia, ocorrendo na costa sudeste da Ilha do Sul, no Estreito de Foveaux e nas ilhas Stewart/Rakiura, Auckland e Campbell. O pinguim-de-olho-amarelo expandiu seu território, inicialmente restrito às ilhas subantárticas, para as principais ilhas da Nova Zelândia após a extinção do pinguim-waitaha séculos atrás.

## Comportamento

### Alimentação

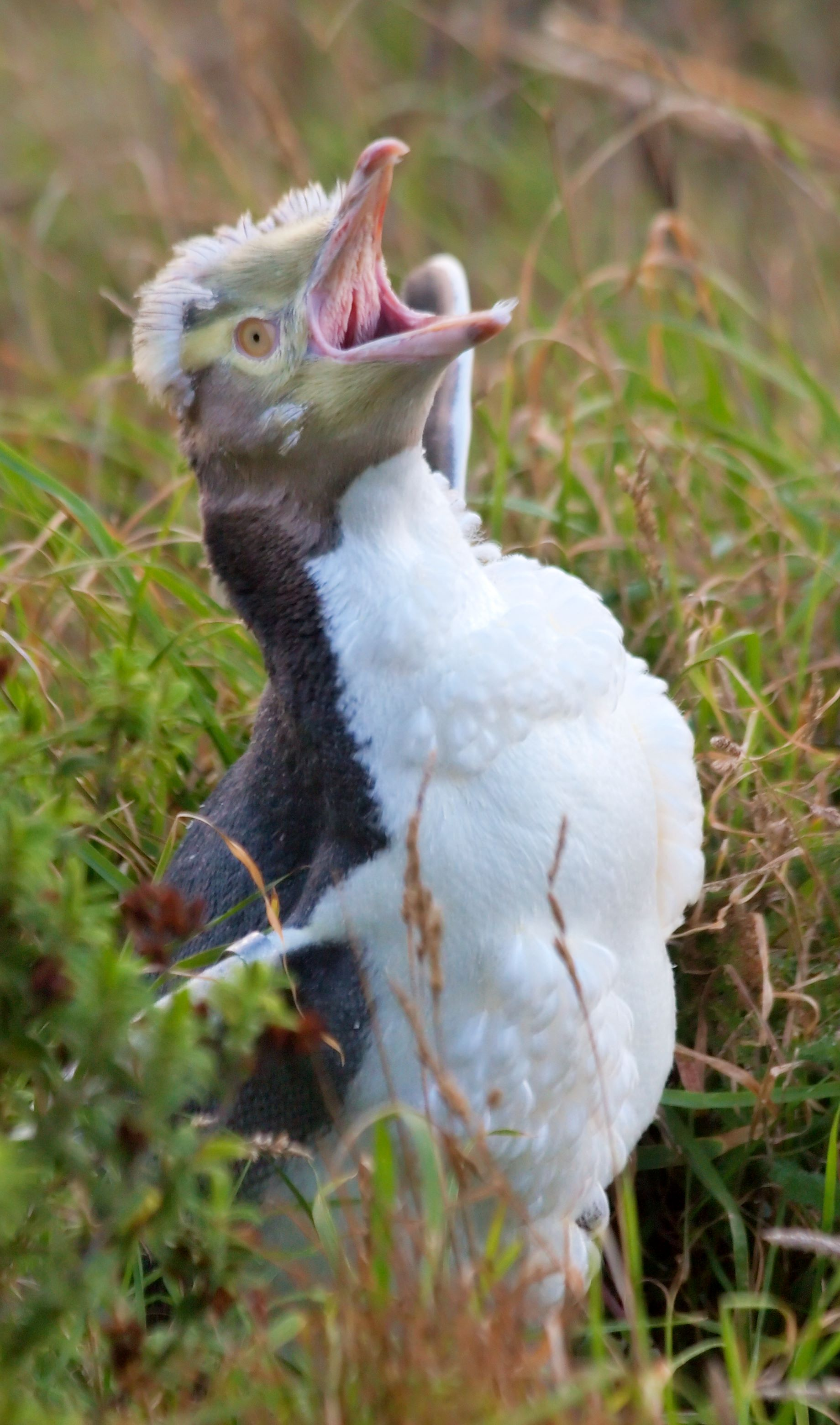
Um pinguim-de-olho-amarelo em fase de troca de plumagem, fotografado em Bushy Beach, Oamaru, Nova Zelândia.

Cerca de 90% da dieta do pinguim-de-olho-amarelo adulto é composta de peixes; o restante é complementado com cefalópodes, como a lula Nototodarus sloanii. As espécies de peixes consumidas incluem Parapercis colias, Pseudophycis bachus, Hemerocoetes monopterygius e Sprattus antipodum, todas entre 2 e 32 cm de comprimento. Cefalópodes compõem quase metade (49%) da dieta das aves imaturas.
O pinguim-de-olho-amarelo persegue as presas em mergulhos profundos de 20–60 m em alto-mar, a cerca de 7–13 km da costa, e viaja, em média, cerca de 17 km de distância do local de nidificação. As aves deixam a colônia de madrugada e voltar na mesma noite, durante a criação dos filhotes, embora possam gastar entre dois a três dias no mar em outras épocas.

### Reprodução
O pinguim-de-olho-amarelo é a menos social dentre todas as espécies de pinguim, criando seus filhotes solitariamente. Possui também o maior domínio territorial, com às vezes até um só ninho por hectare em áreas florestais.
Os ninhos são feitos de gravetos e grama grossa, construídos sobre rochas ou troncos de árvores. A longa temporada de 28 semanas de reprodução começa em meados de agosto, quando os pares são formadas e os locais de nidificação selecionados. A fêmea põe dois ovos entre setembro e outubro. Os ovos, medindo cerca de 75x54 mm, são inicialmente verdes e mudam para branco dentro de 24 horas após a postura. O período de incubação, geralmente ocorrendo no início de novembro, é de 38-54 dias (média de 43 dias), e é compartilhado por ambos os pais.
Desde a incubação até os filhotes atingirem seis semanas de vida, um dos pais permanece no ninho enquanto outro vai para o mar para pescar o alimento para os filhotes. Estes emplumam-se entre fevereiro a meados de março e são totalmente independentes a partir de então. Durante seu primeiro ano no mar, os juvenis dispersam rumo ao norte, alcançando o Estreito de Cook. Quando adultos, são encontrados em sua área de reprodução ao longo do ano.

## Preservação
O status atual da espécie é "Em perigo", com uma população estimada em 4.000 indivíduos. É considerada uma das espécies de pinguim mais raras do mundo. As principais ameaças incluem a degradação do habitat e introdução de predadores.
Na primavera de 2004, uma doença desconhecida matou 60% dos filhotes de pinguim-de-olho-amarelo da península de Otago e do norte de Otago. A doença, posteriormente descrita como estomatite diftérica, tem sido associada a uma infecção de Corynebacterium, um gênero de bactérias que também provoca a difteria em seres humanos. Um problema semelhante afetou a população da Ilha Stewart, quando quase 70% dos filhotes morreram em um intervalo de seis anos.
Uma reserva com mais de 50 hectares, protegendo mais de 10% da população da Ilha Sul neozelandesa, foi criada na região conhecida como Long Point, em The Catlins, em novembro de 2007 em uma parceria entre o Departamento de Conservação local e o Yellow-eyed Penguin Trust (YEPT). Em agosto de 2010, o pinguim-de-olho-amarelo passou a ser protegido pela Endangered Species Act.